# Хьюм, Александр, 1-й граф Хьюм
Александр Хьюм, 1-й граф Хьюм, 6-й лорд Хьюм (англ. Alexander Home, 1st Earl of Home; ок. 1566 — 5 апреля 1619) — шотландский дворянин и лорд-хранитель пограничных марок.

## Карьера

### Ранняя жизнь
Родился около 1566 года. Сын Александра Хьюма, 5-го лорда Хьюма (? — 1575), от его второй жены Агнес Грей, дочери Патрика, лорда Грея, и вдовы сэра Робета Логана из Ресталрига.
После смерти отца в 1575 году он был отдан под опеку Эндрю Хьюма, коменданта Джедбурга. Опекунство над замком Хьюм было поручено регентом Мортоном вдове 5-го лорда Хьюма.
30 ноября 1578 года она и её новый муж Томас Лайон пожаловались, что комендатор отказался вернуть его. Ему было приказано это сделать, но в декабре 1579 года было решено, что замок должен быть сохранен лордом Хьюмом и комендатором, его наставником, от его имени. В 1581 году Александру Хьюму из Мандерстона и другим было приказано вернуть лорду Хьюму определённые земли. В июле следующего года лорд Хьюм, как смотритель восточных пограничных территорий, получил особую комиссию на проведение юстициарных судов в своем округе.
Александр Хьюм и его семья часто выступали против Хепбернов, соперничающей пограничной семьи, главой которой был граф Ботвелл. Вражда между Хьюмами и Хепбернами была давней, и, возможно, именно она стала главной причиной того, что отец Хьюма встал на сторону врагов королевы Марии в период её близости с Ботвеллом. Эта вражда привела к нескольким ссорам между Хьюмом и Ботвеллом.
В феврале 1584 года было сказано, что он помирился с графом Ангусом после ссоры из-за земель Кокбернспата и хотел жениться на дочери лэрда Сессфорда (сестре Роберта Кера). Король Шотландии Яков VI предложил ему вместо этого жениться на Марии Стюарт, младшей дочери его фаворита герцога Леннокса, которой было семь лет.

### Рейдер Ратвена
Лорд Хьюм был одним из тех, кто подписал соглашение, которое привело к рейду на Ратвен. В ноябре 1583 года между ним и Фрэнсисом Стюартом, 5-м графом Ботвеллом, произошла жестокая драка на улицах Эдинбурга. Обоих отправили под стражу, и Хьюм не был освобожден до 20 января 1585 года. Некоторое время он был заключенным в замке Танталлон, но в декабре был переведен в Эдинбургский замок через Нетер-Боу, чтобы он мог увидеть там выставленную голову одного из своих подданных, Дэвида Хьюма, капитана замка Стерлинг.

### Оппозиция графу Аррану
Несмотря на наследственную зависть к Ботвеллу и его более раннюю бурную ссору с ним, лорд Хьюм вскоре после обретения свободы сотрудничал с ним в плане восстановления изгнанных лордов и свержения регента Аррана. Вместе с Ботвеллом он укрепил замок Келсо, который стал местом встречи мятежников. Он был одним из тех, кто получил благосклонность короля после падения Аррана. В жалобе комиссаров церкви королю в 1587 году он упоминается как один из «папистов и идолопоклонников», которых король повысил в должности. На заседании парламента в этом году произошла ссора между Хьюмом и лордом Флемингом из-за того, что последний получил разрешение совета голосовать раньше других лордов. Хьюм вызвал Флеминга на дуэль, но поединок был предотвращен гражданами Эдинбурга, и король впоследствии примирил их.

### Соперничество с Ботвеллом
После падения графа Аррана старая ревность между лордом Хьюмом и графом Ботвеллом вспыхнула снова. Когда король в 1589 году отплыл в Данию, чтобы сопровождать принцессу Анну в Шотландию, им было поручено поддерживать мир по отношению друг к другу. Лорд Хьюм, однако, некоторое время поддерживал Ботвелла, когда этот дворянин впал в немилость у короля. 7 января 1591 года лорд Александр Хьюм помог герцогу Ленноксу напасть на Джона Уимса из Логи на Эдинбургской Хай-стрит. Он был изгнан из двора на короткий период . После того, как граф Ботвелл 22 июня 1591 года бежал из Эдинбургского замка, он тем же вечером обедал с Хьюмом в Лейте; и из-за того, что он открыто присоединился к Ботвеллу, 2 августа было сделано заявление о его преследовании. Вскоре после этого он отправился в замок Блэкнесс и, как сообщалось, стал врагом Ботвелла.
В ноябре 1592 года лорд Александр Хьюм предложил свою поддержку против графа Ботвелла и был вознагражден приорством Колдингема. Однако он поссорился с сэром Робертом Кером из Сессфорда, которому за оказание подобной поддержки была предоставлена собственность в Келсо . 17 ноября 1592 года Маргарет Дуглас, жена мятежного графа Ботвелла, преклонила колени на улице перед Яковом VI, когда он направлялся в Эдинбургский замок, и после того, как лорд Хоум и лорд Линдси высказались в её пользу, ей было разрешено поцеловать руку короля. Затем король резко отозвался о ней и её муже. Её приветствовали и проводили обратно в её жилище доброжелатели.

### Католик и церковь
17 ноября 1592 года собрание министров направило королю просьбу удалить Хьюма, исповедующего папизм, из своей компании. Король согласился на назначение комиссии для расследования таких вопросов. Когда католикам угрожали более строгими мерами, лорд Хьюм 23 января 1593 года предстал перед пресвитерией Эдинбурга и, исповедуя себя католиком, потребовал конференции. В июне 1593 года он помог Джеймсу Грею, брату Патрика, мастера Грея, насильно похитить молодую наследницу, охраняя Хай-стрит со своими слугами, пока дело не было совершено. После беседы Ботвелла с королем Яковом в Холирудском дворце в июле этого года король, считавший себя фактически пленником, вступил в переговоры с Хьюмом, чтобы помочь ему бежать в Фолклендский дворец, но план короля был раскрыт и сорван графом Ботвеллом. Александр Хьюм был назначен капитаном телохранителей короля и открыто выражал свое презрение к Ботвеллу.
Тем временем, не удовлетворив требования церкви, лорд Хьюм 25 сентября был отлучен от церкви синодом Файфа. Он оставался в тесном обществе короля, с которым он отправился в октябре в Джедбург. 22 декабря он подписал исповедание веры по особому ходатайству министров Эдинбурга; и в мае 1594 года он был, пообещав придерживаться протестантизма, освобожден от отлучения. В августе 1594 года он надел турецкий костюм и участвовал в турнире, посвященном крещению принца Генри в замке Стерлинг.

### Преследование графа Ботвелла
27 марта 1594 года Александр Хьюм получил поручение преследовать графа Ботвелла. Стычка с людьми графа Ботвелла произошла около Артурс-Сит, но лорд Хьюм был отброшен пехотой Ботвелла. На открытии парламента в мае он сопровождал короля в Толбут, ехав по левую руку от него. На этом парламенте он был избран лордом статей. После изгнания графа Ботвелла его поместья были разделены в основном между Хьюмом, Керром из Сессфорда и Скоттом из Бакклю. Лорд Хьюм получил во владение приорат Колдингем.
В августе 1594 года он выступал на турнире по случаю крещения принца Генри в замке Стерлинг, одетый как турецкий рыцарь.
Король Яков VI прибыл в замок Дангласс в марте 1596 года ради своих «развлечений», которые включали в себя бег с лошадями и охоту. Король встревожил английский гарнизон, приехав на охоту около Берика-апон-Туид, остановившись на ночь в доме лорда «Биллейса», в шести милях от Берика, а затем вернувшись в Дангласс.
В мае 1596 года в английском документе перечислялись причины подозревать Якова VI в принадлежности к католической церкви, включая назначения известных католиков на должности в королевском дворе, упоминались Уильям Шоу, архитектор, друг Шоу, Александр Сетон, президент совета, и Хьюм, капитан телохранителей короля. Хьюм был одним из дворян, назначенных в ноябре 1596 года для оказания помощи лордам казначейства, и он присутствовал вместе с королем, когда тот был осажден в Толбуте во время беспорядков 18 декабря.

### Последние годы
В мае 1598 года Александр Хьюм сжег Толбут в Лаудере и убил заключенного, Уильяма Лаудера. Этот Лаудер убил Джона Крэнстона, который убил его отца в Линлитгоу. Это разозлило лорда Хьюма, потому что Крэнстон был убит, находясь в компании своей сестры Маргарет, графини Маришаль. Пресвитерия Хаддингтона отлучила лорда Хьюма от церкви за это преступление. Это не понравилось Якову VI, поскольку он планировал простить Хьюма при заступничестве герцога Ульриха Гольштейнского, брата Анны Датской, который в то время находился в Шотландии.
В апреле 1599 года лорд Александр Хьюм выехал за границу, как говорили, он путешествовал ради своего здоровья, потому что был «сильно опечален французской оспой». Он взял в подарок королю Франции целых одиннадцать лошадей. Он оставил должность смотрителя восточных границ, которая была дарована сэру Александру Хьюму из Мандерстона. Он и другие были вызваны явиться 11 августа 1600 года в Фолклендский дворец под страхом мятежа. Хьюм подчинился вызову. В следующем году он и другие дворяне, которые ранее были католиками, были подвергнуты более строгому надзору со стороны властей церкви; но комиссар, назначенный для ожидания лорда Хьюма, сообщил, что он находится за пределами страны.
Александр Хьюм был одним из свиты, которая в 1603 году сопровождала короля Якова в Англию при его восшествии на английский престол, король по пути остановился на ночь в замке Хьюма Дангласс. В Лондоне он сопровождал французского посла Максимилиана де Бетюна, герцога Сюлли, в его поездках в Гринвичский дворец на лодке. 7 июля король назначил его лейтенантом и юстициарием над тремя марками. Он также был приведен к присяге тайным советником Англии. 4 марта 1605 года для него были созданы титулы графа Хьюма (Пэрство Шотландии) и лорда Дангласса (Пэрство Шотландии).
Вновь заподозренный в католичестве и участии в Пороховом заговоре, граф Хьюм в 1606 году получил приказ не покидать Эдинбург.
Король Яков решил посетить Шотландию в 1617 году. Тайный совет Шотландии поручил графу Александру Хьюму и его последователям встретить его и доставить в замок Дангласс, а затем в Пенкрейг около моста Линтон.
Александр, граф Хьюм, скончался в Лондоне 5 апреля 1619 года.

## Семья
В марте 1586 года лорд Александр Хьюм первым браком женился на Кристиан Дуглас, дочери Уильяма Дугласа, 6-го графа Мортона, и вдове Лоренса, мастера Олифанта. Она умерла, не оставив после себя потомства от лорда Хьюма.
Его второй женой была Мэри Дадли Саттон (2 октября 1586—1644), старшая дочь 5-го барона Дадли, и Теодосии Харингтон. Они поженились в Бедфорд-хаусе на Стрэнде 11 июля 1605 года. Среди их детей были:
- Джеймс Хьюм, 2-й граф Хьюм (? — 16 февраля 1633), сын и преемник отца.
- Маргарет Хьюм (? — 1683), в 1627 году вышедшая замуж за Джеймса Стюарта, 4-го графа Морея
- Энн Хьюм (1612—1671), в 1632 году она вышла замуж за Джона Мейтленда, 1-го герцога Лодердейла[1].